# Beniamin (Peterson)
Beniamin, imię świeckie Vincent Peterson (ur. 1 czerwca 1954 w Pasadenie) – biskup Kościoła Prawosławnego w Ameryce.

## Życiorys
Został ochrzczony w Kościele prawosławnym jako dorosły człowiek w soborze Matki Bożej w Los Angeles w 1972. Dziesięć lat później ukończył studia teologiczne w seminarium św. Włodzimierza w Nowym Jorku i zdobył w nim dodatkowy dyplom w zakresie muzyki cerkiewnej. Komponował utwory liturgiczne oraz pracował jako kierownik chóru parafialnego kolejno w Detroit i Los Angeles. 15 listopada 1987 przyjął święcenia diakońskie w cerkwi w Los Angeles, gdzie służył przez 10 lat. W 1988 złożył śluby zakonne i przyjął imię Beniamin. W 1991 otrzymał godność archidiakona. 19 czerwca 1997 przyjął święcenia kapłańskie.
W 1999 został skierowany do pracy w diecezji Alaski, gdzie służył w katedrze św. Innocentego w Anchorage i pełnił funkcję dziekana seminarium św. Hermana z Alaski w Kodiak. W 2002 mianowany archimandrytą. W styczniu 2004 ponownie został skierowany do pracy duszpasterskiej w soborze w Los Angeles i wybrany kanclerzem diecezji Zachodu. W marcu 2006 otrzymał nominację biskupią na biskupa San Francisco i Zachodu. 1 maja 2006 miała miejsce jego chirotonia biskupia.
W 2012 r. podniesiony do godności arcybiskupa.